# Neonuphis oxyrhinchus
Neonuphis oxyrhinchus är en ringmaskart som beskrevs av Kucheruk 1978. Neonuphis oxyrhinchus ingår i släktet Neonuphis och familjen Onuphidae. Inga underarter finns listade i Catalogue of Life.